# Tommy Bryant
Tommy Bryant (Philadelphia, 21 mei 1930 - aldaar, 3 januari 1982) was een Amerikaanse popzanger en jazzbassist.

## Biografie
Bryant komt uit een muzikale familie, de moeder leidde een kerkkoor, zijn broer was Ray Bryant, zijn neefjes zijn Kevin en Robin Eubanks.
Hij leerde bas spelen op 12-leeftijd en promoveerde op de middelbare school. Bryant speelde eerst met Billy Krechmer, vervolgens met Red Nichols en Elmer Snowden (1949-52), voordat hij werd opgeroepen voor militaire dienst in 1954 (tot 1956). Hij werkte vervolgens met zijn eigen trio (1957), in het trio van Jo Jones (1958) en met Charlie Shavers (1959). Bovendien was Bryant betrokken bij opnamen van Roy Eldridge, Dizzy Gillespie, Barney Wilen, Big Joe Turner en Coleman Hawkins. In de laatste tien jaar van zijn leven werkte hij vaak in een opvolgerband van The Ink Spots, geleid door Bernie Mackey, waartoe ook Able De Costa en Bill Goodwin behoorden. Op zijn vele opnamen met Mahalia Jackson werd hij geleid als Tom Bryant. Op het gebied van jazz was hij volgens Tom Lord betrokken bij 57 opnamesessies tussen 1957 en 1976, meest recentelijk met The No-Gap Generation Jazz Band (met onder meer Paul Quinichette, Harold Cumberbatch, Steve Browman).

## Discografie
- 1957: Dizzy Gillespie, Sonny Rollins, Sonny Stitt: Sonny Side Up (Verve Records)
- 1957-2000: Dizzy Gillespie: “Live”, Chester, Pennsylvania, June 14, 1957  (Storyville Records/Jazz Unlimited, 2000)
- 1959-1963: Ray Bryant: Ray Bryant Plays (Signature Records, 1959), Groove House (Sue Records, 1963)
- 1959: Benny Golson: Gone With Golson (Prestige Records/New Jazz)
- 1959: Jo Jones Trio: Jo Jones Plus Two (Vanguard Records)
- 1970: Roy Eldridge: The Nifty Cat (Master Jazz)
- 2004: Barney Wilen: Newport '59  (Fresh Sound Records)